# Nosophora quadrisignata
Nosophora quadrisignata is een vlinder uit de familie van de grasmotten (Crambidae). De wetenschappelijke naam van de soort is voor het eerst in 1884 gepubliceerd door Frederic Moore.
De soort komt voor in Sri Lanka.